# Isla Terre-de-Bas
Isla Terre-de-Bas (en francés: Île Terre-de-Bas) es una isla de Francia situada en el Océano Atlántico y que forma parte del Archipiélago conocido como Les Saintes dependiente del Departamento de Ultramar francés de Guadalupe.  Es parte de la comuna de Terre-de-Bas. No debe confundirse con otro islote del mismo nombre en las Islas de Petite-Terre.
Terre-de-Bas es de 900 hectáreas de superficie frente a las 500 de Terre-de-Haut.  Se compone de una meseta central, que llega a unos cincuenta metros de altitud, el "Macizo Central".  La altitud media de la isla es de 139 metros y culmina en el morne Abymes a 293 metros.